# کوریتیبا

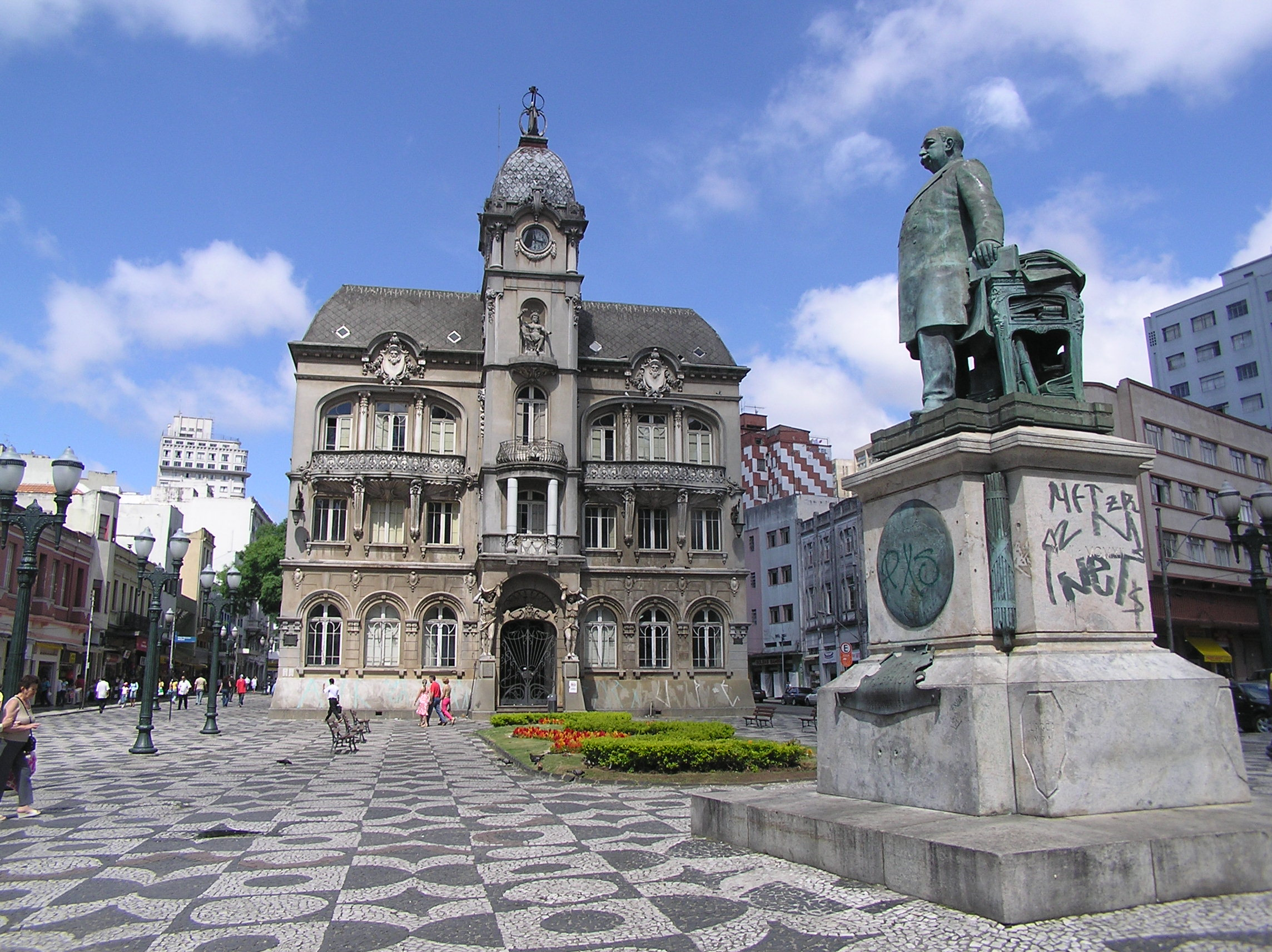
کوریتیبا، در جنوب برزیل

کوریتیبا یکی از شهرهای بندری در برزیل است.